# Kepodactylus
Kepodactylus ("zahradní prst" podle lokality Garden Park v Coloradu, kde byl objeven) byl rodem pterodaktyloidního pterosaura (ptakoještěra), který žil v období svrchní jury (stupně kimmeridž až tithon) na území dnešních Spojených států. Objevený exemplář má číslo DMNS 21684 a sestává z krčních obratlů, kosti pažní, prstní kůstky a metatarzální kosti.
Tento ptakoještěr byl velmi podobný rodu Mesadactylus, ale poněkud větší (rozpětí křídel kolem 2,5 metru). Vzhledem k přítomnosti většího množství dutin v obratlech a kosti pažní se předpokládá, že jde o samostatný a vědecky platný rod.